# Pedro de Quirós
Pedro de Quirós (Sevilla, c. 1590 - Madrid, 1667) fue un eclesiástico, escritor y poeta español del Barroco.

## Biografía
Hacia 1624 profesó en el Convento de Clérigos Menores de Sevilla; según Menéndez Pelayo residía aún allí en 1649, año de una terrible epidemia, y antes apenas había salido de la capital de Andalucía, salvas ligeras excursiones al vecino pueblo de Umbrete, cuyas damas y cuya vendimias celebró en un romance y un soneto; en 1657 hizo un viaje a la villa de Olivares, lo que narró en un poema satírico y el 4 de noviembre de 1659 concurrió con quintillas laudatorias a la fiesta de San Carlos Borromeo. Pero en ese mismo año lo nombraron prepósito en el colegio en Salamanca de su orden, en 1665 le renovaron el cargo y además lo hicieron Visitador general de la provincia de España. Murió en Madrid en junio de 1667.

## Obras
No divulgó ni imprimió ninguno de sus versos, de los cuales han subsistido dos manuscritos apógrafos; el primero fue conocido solo en el siglo XIX y lleva el título de Poesías divinas y humanas del Padre Pedro de Quirós, Religioso de los Clérigos Menores de la Ciudad de Sevilla; estuvo entre las posesiones del conde del Águila y lo adquirió la Biblioteca Colombina o Capitular de la Catedral de Sevilla en 1821, donde Bartolomé José Gallardo llegó a estudiarlo. Concentra gran caudal de sonetos, décimas, epigramas, canciones sacras, romances, endechas y madrigales; destacan su conmovedora Égloga al Nacimiento de Cristo, los sonetos "A Itálica", "A un ciprés junto a un almendro" y "A una perla" y el madrigal "Tórtola amante":
Tórtola amante, que en el roble moras,
endechando en arrullos quejas tantas,
mucho alivias tus penas, si es que lloras,
y pocos son tus males, si es que cantas.
Si del a que enamoras
el desdén te desvía,
no durará el desdén, pues tu porfía
está un pecho de pluma conquistando.
¿Podrá un pecho de pluma no ser blando?
¡Ay de la pena mía,
en que medroso y triste estoy llorando,
y enternecer procuro
pecho de mármol, cuanto blanco duro!
Lo dio a conocer José Amador de los Ríos publicando este famoso madrigal y su soneto "A Itálica" en El Cisne (1838), así como muchos otros en La Aureola de Cádiz (1839 a 1840) y El Paraíso y La Floresta Andaluza de Sevilla; la siguiente edición la hizo Adolfo de Castro en la Biblioteca de Autores Españoles (1854) y la tercera y más completa la hizo Marcelino Menéndez Pelayo (Poesías divinas y humanas, Sevilla, 1887). Desde entonces entró en el canon de la lírica del Siglo de Oro.
El segundo manuscrito es algo más amplio (dieciséis poemas más, aunque excluye dos: "Agonal parto de festiva idea" y "Amor y honor a un tiempo han competido"), y está firmado con un anagrama (Doripso de Quer); de él hizo Jesús M. Morata en el GELSO una edición crítica.
Se adscribe su poesía al conceptismo y sus poemas amorosos alcanzan algunas veces a equipararse con los de Lope de Vega; en el estro satírico fue moderado y de buen gusto. Su estilo se caracteriza por el frecuente uso de antítesis. Ejerció la traducción al verter del latín al castellano seis himnos eclesiásticos y, durante un tiempo, se creyó que además había cultivado también la poesía en latín, error que deriva de haber existido un contemporáneo igualmente religioso y poeta en latín que tenía su mismo apellido: Juan de Quirós; este infundio supo deshacerlo Marcelino Menéndez Pelayo en su edición; además, esos poemas en latín no figuran en los manuscritos que nos han conservado sus obras.
En prosa informa Nicolás Antonio que compuso Vida y Virtudes del Venerable Padre Bartolomé Simorilli, de los Clérigos Menores en limado y elegante estilo (limato et luculento); no dice lugar ni año; después imprimió una Parentación Real, Honras que hizo la ciudad de Salamanca al Rey N. S. D. Felipe IV (Salamanca: Joseph Gómez de los Cobos, 1666), una relación de sucesos que describe el túmulo o catafalco y aporta algunas interesantes noticias históricas sobre los conventos, parroquias y cofradías de la ciudad. Nicolás Antonio también afirma que tenía dispuestos para la imprenta unos hoy perdidos Comentarios al Profeta Jonás (In Ionam Prophetam Commentaria) en excelente prosa, pero juzga que Quirós se habría limitado a concluirlos y corregirlos, y que este trabajo (que no sabemos si llegó a imprimirse) era obra en su mayor parte de su compañero de orden Jacinto Carlos Quintero, quien también escribió en Sevilla la carta de recomendación del libro sobre los Dioses antiguos de Hispania de Rodrigo Caro y un epigrama para los Días geniales del mismo.